# Football Club Meralco Manille
Maillots
Le Football Club Meralco Manille est un club de football philippin basé à Manille. Le club, présidé par Manuel V. Pangilinan, évolue pur la saison 2017 en Philippines Football League.

## Historique

### Repères historiques
- 2006 : fondation du club sous le nom de Loyola Agila FC
- 2011 : le club est renommé Loyola Meralco Sparks FC
- 2017 : le club est renommé FC Meralco Manille

## Palmarès
- Championnat des Philippines
  - Vice-champion : 2014
- Coupe des Philippines (1)
  - Vainqueur : 2013
  - Finaliste : 2011

## Personnalités du club

### Entraîneurs
Le tableau suivant présente la liste des entraîneurs du club depuis 2011.
| Rang | Nom            | Période     |
| ---- | -------------- | ----------- |
| 1    | Kim Chul-soo   | 2011-2013   |
| 2    | Vince Santos   | 2013-2014   |
| 3    | Simon McMenemy | 2014-2016   |
| 4    | Aris Caslib    | depuis 2016 |

### Effectif professionnel actuel
| N° | Nat.                       | Poste | Nom du joueur        |
| -- | -------------------------- | ----- | -------------------- |
| 2  | Drapeau des Philippines    | G     | Nathanael Villanueva |
| 3  | Drapeau de l'Espagne       | D     | Joaquín Cañas        |
| 4  | Drapeau des Philippines    | D     | Alvin Sarmiento      |
| 5  | Drapeau des Philippines    | D     | Eddie Mallari        |
| 6  | Drapeau des Philippines    | M     | James Hall           |
| 7  | Drapeau des Philippines    | M     | James Younghusband   |
| 8  | Drapeau des Philippines    | M     | Simon Greatwich      |
| 9  | Drapeau des Philippines    | A     | Gerardo Valmayor III |
| 10 | Drapeau des Philippines    | A     | Phil Younghusband    |
| 11 | Drapeau des Philippines    | A     | Jim Ashley Flores    |
| 12 | Drapeau de l'Australie     | M     | Tahj Minniecon       |
| 13 | Drapeau des Philippines    | A     | Connor Tacagni       |
| 14 | Drapeau de la Corée du Sud | D     | Lee Jeong Min        |

| No. | Nat.                    | Position | Nom du joueur     |
| --- | ----------------------- | -------- | ----------------- |
| 15  | Drapeau des Philippines | D        | Neil Dorimon      |
| 16  | Drapeau des Philippines | M        | Daniel Gadia      |
| 18  | Drapeau des Philippines | D        | Julian Clarino    |
| 19  | Drapeau des Philippines | M        | Curt Dizon        |
| 21  | Drapeau des Philippines | M        | Edienzel Velizano |
| 22  | Drapeau des Philippines | M        | Ryan Hall         |
| 23  | Drapeau des Philippines | D        | Tyler Matas       |
| 24  | Drapeau des Philippines | M        | Jean De los Reyes |
| 25  | Drapeau de la Serbie    | D        | Milan Nikolić     |
| 27  | Drapeau des Philippines | M        | Jake Morallo      |
| 30  | Drapeau des Philippines | G        | Ricardo Padilla   |
| 90  | Drapeau des États-Unis  | G        | Hunter Harrison   |

## Image et identité

### Logos

Loyola Agila (2006-2011)
Loyola Meralco Sparks(2011-2017)
FC Meralco Manille(depuis 2017)